# 킹덤 언더 파이어 2
《킹덤 언더 파이어 2》(Kingdom Under Fire 2)는 블루사이드에서 개발하고 있는 PC 온라인 및 콘솔(PS3) 게임이다.
- 게임특징

배경 스토리는 대변동으로부터 100년 이후의 이야기로 수백년의 걸쳐 4번째 대전이 끝났을 무렵 순리적인 세기의 순환이 이루어지지 않은 베르시아 대륙에 이유를 알 수 없는 재난이 일어납니다.
영웅 캐릭터가 되어 다양한 부대를 지휘하여 대규모 전투를 즐길 수 있는 것이 게임의 가장 큰 특징.
대규모 전투뿐 아니라 영웅 혼자만 플레이할 수 있는 스팟도 존재하여 기존 온라인 액션 RPG 또는 MMORPG와 친숙한 방식으로 플레이 가능.
- 진영

전작에서 등장했던 인간연합, 암흑동맹 2개 진영에 추가로 엔카블로시안이 등장하여 3개 진영의 삼파전으로 구성
- 인간연합 : 인간(아질리아, 히로니덴, 에클레시아),드워프(전작 이후 국가를 잃어버리고 인간과 공생하고 있다),엘프(실바니아) 등
- 암흑동맹 : 오크(헥스터),오우거(헥스터),다크엘프(카에데스),하프뱀파이어(벨론드), 리치 등 다수의 종족
- 엔카블로시안 : 구 베르시아에 살던 생명체들로 어떤 이유로 엔카블로사의 어둠의 차원으로 빨려 들어가 엔카블로사의 군대로 만들어지고 있었으나 어둠의 차원을 탈출하여 베르시아로 귀환했다.